# Coulommiers
 Coulommiers  es una población y comuna francesa, en la región de Isla de Francia, departamento de Sena y Marne, en el distrito de Meaux y cantón de Coulommiers. Tiene alrededor de quince mil habitantes, llamados “Columériens” en francés.

## Demografía
| 3 600                     | 3 167 | 3 413 | 3 467 | 3 335 | 3 573 | 3 658 | 4 070 | 4 257 | 4 218 | 4 628 | 4 445 | 4 334 | 5 240 | 5 520 | 6 218 | 6 158 | 6 323 | 6 505 | 6 891 | 7 224 | 6 129 | 6 411 | 6 679 | 7 510 | 7 660 | 8 561 | 9 502 | 11 263 | 11 498 | 11 886 | 13 087 | 13 852 | 13 723 |
| (Fuente: INSEE y Cassini) |       |       |       |       |       |       |       |       |       |       |       |       |       |       |       |       |       |       |       |       |       |       |       |       |       |       |       |        |        |        |        |        |        |